# Storia di Nocera
(Amedeo Maiuri, Vita d'archeologo)
La storia delle due Nocera della Campania (Nocera Inferiore e Nocera Superiore) è la storia di un'unica città separatasi in due amministrazioni nel 1851, per una scelta dei proprietari terrieri dell'epoca. È l'antica Nuceria Alfaterna, divenuta poi Nuceria Constantia, Nuceria Christianorum e Nocera dei Pagani.

## La preistoria
Le prime testimonianze relative a una frequentazione del territorio comunale dell'attuale città risalgono al periodo noto come Neolitico: alcuni sporadici oggetti lavorati in pietra e ceramica datati del 6000 a.C. attestano della presenza umana nell'area. Del Bronzo Antico (2000-1800 a.C. circa) invece, datano numerosi siti rinvenuti nella zona, nei comuni di Sarno, Nola e una tomba relativa alla stessa epoca genericamente indicata nel territorio di Nocera dei Pagani, oltre ad un sito relativo alla cultura di Palma Campania nell'area del depuratore di Nocera Superiore.

## Origini

### La fondazione etrusca
Il nucleo della futura Nuceria Alfaterna si sviluppa al di sotto del territorio comunale dell'odierna Nocera Superiore. L'epoca è il VI secolo a.C. Si datano a quest'epoca i più antichi reperti archeologici provenienti dalla necropoli di Pareti di Nocera Superiore.
Gennaro Orlando, storico nocerino del XIX secolo autore di una Storia di Nocera de' Pagani in 3 volumi (1888), cita Conone, a sua volta citato da Servio (commentatore dell'Eneide del IV secolo), che datano la nascita di Nuceria Alfaterna 750 anni prima della nascita di Roma, quindi al 1503 a.C. basandosi sulla notizia, fantasiosa, dell'arrivo dei pelasgi nell'agro:
(Servio Mario Onorato, Grammatici in Vergilii Aeneidos librum septimum commentarius)
La città nasce come insediamento etrusco, coeva ad insediamenti come Capua, Nola, Pompei, Stabia, Fratte (per questa regione si parla di una "dodecapoli etrusca", una sorta di confederazione formata da dodici città sorte per iniziativa del popolo centroitalico). Si inquadra, infatti, nel fenomeno della colonizzazione etrusca della Campania, avvenuta come risposta alla colonizzazione Greca che aveva interessato prima l'isola d'Ischia (Pithecusa) e l'entroterra poi (Cuma). Gli etruschi si fusero con le popolazioni locali, osche e sarrastre (o sarraste), dando vita, lungo un'importante ed obbligata via di transito, al primo nucleo di quella che sarebbe stata un'importante e florida città.
Strabone e Plinio, la collocano lungo il corso del fiume Sarno, a nove miglia dalla sua foce e a 16 miglia a Sud-Est di Nola. In realtà il fiume è piuttosto lontano dalla città, ma l'approvvigionamento idrico dell'insediamento è assicurato dal limitrofo torrente Cavaiola e dalle numerose fonti presenti in Montalbino.
Il luogo scelto per l'edificazione del sito è strategico: permette il controllo della fertilissima valle del Sarno, e i rilievi che la circondano (monti Lattari e monti Picentini) ne assicurano allo stesso tempo una sorta di difesa naturale e il controllo delle vie di comunicazione che mettono in contatto il golfo di Napoli con quello di Salerno.

### La città fondata da un dio

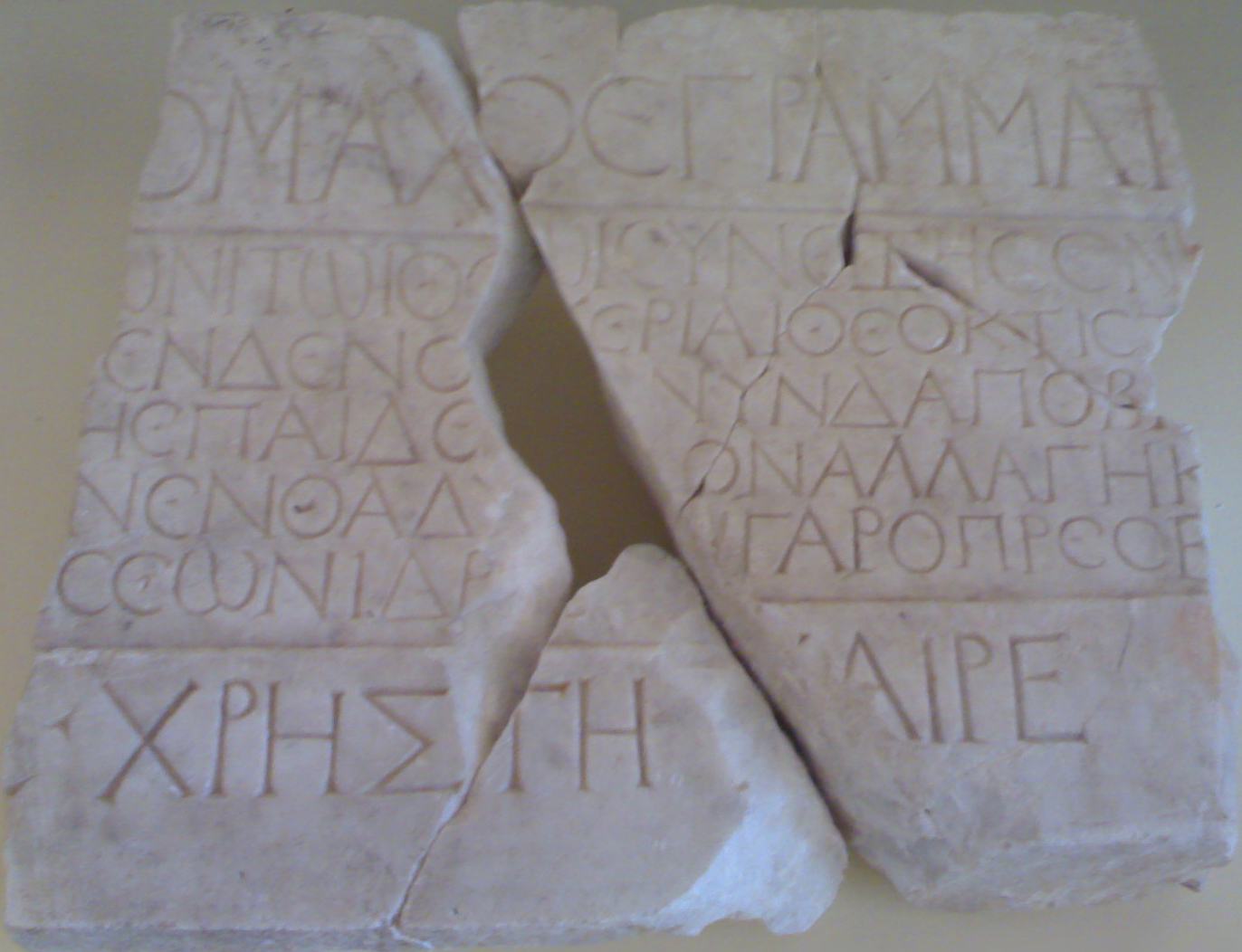
Lapide con iscrizione greca ΘΕΟΚΤΙCT/OC/ (fondata da un dio)

In un'epigrafe in alfabeto greco di I secolo d.C., conservata al Museo archeologico dell'agro nocerino, relativa ad un grammatico greco operante in città, la città è definita ΘΕΟΚΤΙCT/OC/ (theóktistos), fondata da un dio (ma la lacuna non ci permette di sapere da quale divinità).

### L'alfabeto nucerino
Durante gli scavi del teatro ellenistico-romano di Pareti, è emersa un'estesa necropoli. Il reperto più interessante è rappresentato da un'oinochoe (una brocca) in bucchero. Questo normalissimo elemento di corredo per le tombe dell'epoca presenta un'iscrizione, che, da destra verso sinistra, reca la scritta, traslitterata, Bruties esum (letteralmente: Sono di Bruto).
L'iscrizione di Nocera potrebbe perdersi tra le centinaia di altre iscrizioni etrusche se non fosse per una particolare lettera, a forma di alberello, che non si è ancora riscontrata altrove.
Ciò è bastato ai linguisti per farli parlare di un alfabeto nucerino, sviluppatosi fra il IV e V secolo a.C. L'alfabeto nucerino è derivato da quello latino e noto in area campana e abruzzese per altre attestazioni, sempre su vasi in bucchero, come quelle di Vico Equense e Sorrento.

## Epoca sannita

### Nuvkrinum Alafaternum
Dopo le sconfitte etrusche in Campania nelle guerre contro i greci (la prima avvenuta nel 524 a.C. e la devastante battaglia navale di Cuma nel 474 a.C.), la città passa sotto il dominio sannita.
L'origine del nome della città testimonia come i sanniti abbiano rifondato l'insediamento sui resti della città fondata precedentemente.
Il toponimo Nuvkrinum Alafaternum fu latinizzato in Nuceria Alfaterna, e grecizzato in Νουκερία.

### L'origine del nome, storia e leggenda

Prima attestazione del nome della città

Le vicendevoli leggende narrano di una principessa etrusca che sarebbe scappata dalla città natia per amore, e sarebbe venuta a morire in queste zone. In suo ricordo il padre avrebbe eretto una città che avrebbe perpetuato il suo ricordo, dandole il suo nome: Nuceria.
Tuttavia mito di fondazione perpetua il ricordo della fase etrusca della città, la quale avrebbe fatto parte della dodecapoli, una lega di dodici città etrusche, unitesi per assicurarsi un controllo totale del territorio.
Priva di fondamento è anche la leggenda della grande alluvione che spazzò via un intero bosco lasciando in piedi un solo albero di noce (dal latino nux, nucis - Nuceria), che tuttavia conserva la memoria delle alluvioni che certamente dovevano essere frequenti in una pianura fluviale.
In ossequio a questa tradizione, lo stemma della città è rappresentato da un albero di Noce da cui cadono due noci d'oro.
La verità circa l'origine del nome (e quella bellicosità delle popolazioni confinanti di cui sopra) è venuta dallo studio delle iscrizioni sulle monete della città (Nuceria aveva una propria zecca), vi si legge il primo nome della stessa: Nuvkrinum Alafaternum. Analizzando queste due parole, i linguisti hanno scisso i termini in questo modo: nuv + krin -um alafartern -um: letteralmente: Nuova (= nuv) Rocca (= krin) degli Alfaterni. Le popolazioni sannitiche, gli Alfaterni, si sarebbero quindi insediate nella regione, sul precedente sito del villaggio etrusco, dando il proprio nome al sito. L'espressione Nuvkrinum Alafaternum sarà poi usata dai latini come Nuceria Alafaterna, da cui deriva l'attuale nome di Nocera.

### La "Lega nucerina" e la monetazione
Agricoltura e commercio resero, così, molto ricca la città, che durante il V-VI secolo fu a capo della Confederazione Sannitica Meridionale, comandando su città quali Pompei (che rimase suo porto fino praticamente al disastro del 79 d.C.), Stabiae e Surrentum.

### La guerre sannitiche
Nel 315 a.C., durante le guerre sannitiche, la città fu ostile ai romani, ma sconfitta non fu rasa al suolo.
Evidentemente i nuovi padroni più che apprezzare il coraggio dei suoi abitanti sfruttarono la posizione strategica della città.
Nel 308 a.C. la città fu costretta alla resa dalle truppe di Quinto Fabio Massimo Rulliano in quanto il popolo nucerino aveva rifiutato di arrendersi ai romani.

### La seconda guerra punica: Annibale a Nuceria
D'ora in poi i nucerini rimasero sempre fedeli a Roma.
Infatti, non cedettero neanche alle lusinghe e all'esercito di Annibale
Il condottiero cartaginese raggiunse Nuceria dopo Nola. Rase al suolo la città dopo un lungo assedio, risparmiando sicuramente le donne e i bambini, ma massacrando (secondo alcune fonti) uomini e senatori (mentre, secondo altri, fedele ai suoi patti, risparmiò la vita a tutti).
Appiano racconta che il cartaginese scese a patti con la popolazione, permettendo loro di lasciare la città con "due capi di abbigliamento ciascuno", ma "uccise i senatori rinchiudendoli nelle terme e soffocandoli con il calore". Infine rivolse le armi contro la popolazione in fuga trafiggendoli con le frecce.
Tito Livio, invece, narra che Annibale, volendo scendere a patti con le popolazioni italiche, nell'intento di mostrarsi dalla loro parte contro i romani, permise alla cittadinanza di lasciare la città con due capi di abbigliamento a testa.
Alla fine della seconda guerra punica i romani disposero che gli esuli si potessero rifugiare ad Acerra. Ma i nucerini si lamentarono per lo stato pessimo in cui era ridotta quella città. Allora i romani spostarono i superstiti nella vicina Avella (e gli abitanti di quella città furono trasferiti a Calatia per il tempo necessario alla ricostruzione della città).

### Le tufare
La ricchezza della città, oltre che dalla fertilità dei suoli, arriva dalla peculiarità del suo sottosuolo, da cui si estrae il tufo grigio (la nocerite).
Ottimo materiale da costruzione (a Pompei si parla di un'"età del tufo" dal 200 all'80 a.C.).
Un'ulteriore testimonianza del gran lavoro che doveva esserci nelle tufare della città (alcune delle quali si trovano nell'odierna zona di Fiano, le altre esistenti nella zona di Pietraccetta e Piedimonte furono usate anche come ricoveri nel corso della II Guerra Mondiale), ci viene dalla testimonianza di Senofonte Efesio (scrittore greco vissuto, stando al lessico Suda, tra il II e il III secolo d.C.), il quale nel suo romanzo "Racconti Efesi intorno ad Abracóme e Anzia", dopo varie peripezie, fa giungere il suo protagonista a Nuceria, in Campania, a lavorare nelle cave di pietra.

## Epoca romana

### Nocera Costantia
Probabilmente sotto Augusto, nel 42 a.C., la città divenne colonia come Nuceria Constantia, ed inserita nella tribù Menenia. Ma la città conservò fiera le sue origini (infatti ancora in quest'epoca vi si scriveva e parlava anche greco, all'epoca segno di distinzione culturale), la città fu dedotta come colonia e chiamata Nuceria Costantia.
Lo splendore che raggiunge la città è testimoniato da Cicerone, che nel De Lege Agraria la numera tra le principali città della Campania.
Nel 90 a.C., durante le guerre sociali il territorio intorno alla città viene devastato dalle truppe di Gaio Papio Mutilio, mentre Floro aggiunge la notizia di una distruzione anche della città.
Alla fine della guerra il territorio di Nuceria, insieme a quello di altre 17 città d'Italia (tra cui Capua, Reggio, Venusia, Benevento, Ariminum e Vibo) fu assegnato ai veterani.
Floro racconta, inoltre, della devastazione del territorio nucerino da parte delle truppe di Spartaco, nel 73 a.C..
Divenuta municipium Nuceria Alfaterna fu iscritta alla tribù Menenia.

### Personaggi legati alla città

#### Publio Sittio
Durante le guerre civili tra Cesare e Pompeo, un esule nucerino in Africa, Publio Sittio, nel 46 a.C. riuscì, con l'appoggio dei Mauretani, a sconfiggere il re della Numidia occidentale, Massinissa II, impegnato al fianco del cugino Giuba. I Numidi e i pompeiani furono presi tra due fuochi e vennero sconfitti nella battaglia di Tapso. Il re Giuba si suicidò, così come Catone Uticense, capo del partito pompeiano.
Cesare riorganizzò i territori africani: il regno della Numidia occidentale viene per metà annesso al regno di Mauretania e per metà assegnato a Sittio (mentre il regno di Numidia orientale divenne invece una nuova provincia: l'Africa Nova).
Le ulteriori vicende belliche durante la lotta dei triumviri Marco Antonio, Ottaviano e Lepido contro i cesaricidi interessarono ancora la provincia. Il principe numida Arabione, figlio dell'ultimo re della Numidia occidentale eliminò Sittio e riconquistò il trono nel 44 a.C.

#### Novellia Primigenia

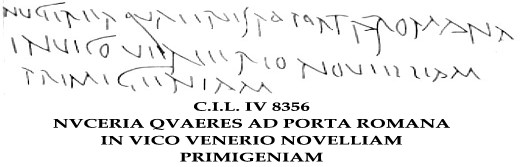
Una delle iscrizioni di Pompei in cui si nomina Novellia

Un personaggio, probabilmente, di minor spessore, ma che rese famosa Nuceria agli occhi delle città vicine fu Novellia Primigenia. Fu una mima e dovette riscuotere successo sia come artista, che come donna.
La sua bellezza, per quanto noto dalle iscrizioni, doveva essere a disposizione degli spettatori più danarosi.
Le iscrizioni pompeiane invitano a recarsi a Nocera, in prossimità di Porta Romana e domanda di Novellia Primigenia (CIL IV, 8356). Vi fu chi le dedicò anche un distico:
Primigenie
Nucer(inae).
Vellem essem gemma
Ora non amplius una
Ut tibi signanti oscula pressa darem»
O Primigenia nocerina
Vorrei essere la gemma [del tuo anello]
non più che per un'ora
mentre la inumidisci con la bocca
per imprimere il sigillo»
(CIL IV 10241)

#### Marco Nonio Balbo

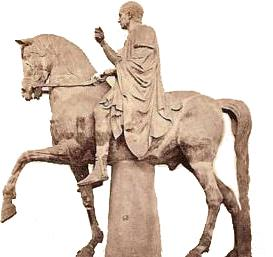
Statua equestre di Marco Nonio Balbo, Napoli, Museo Archeologico Nazionale

Altro nucerino illustre fu M. Nonius Balbus.
Originario di Nuceria, trasferì la sua residenza ad Ercolano, città di cui divenne benefattore. Fece carriera anche a livelli molto alti: ricoprì, infatti, le cariche di pretore prima e proconsole della provincia di Creta e di Cirene. Nel 32 a.C. fu poi tribuno della plebe e partigiano di Ottaviano.
La sua attività di benefattore lo portò a finanziare il restauro delle mura e le porte, nonché della Basilica di Ercolano.
Alla sua morte la città lo annoverò tra i suoi patroni e gli tributò immensi onori e diverse statue (una delle quali, equestre, è conservata al Museo archeologico nazionale di Napoli).

#### Epidio retore
Svetonio dà notizia di un altro nucerino illustre, Epidio, retore vissuto nel I secolo a.C. e precettore di Marco Antonio e Augusto. Tale retore affermava di discendere da Epidio nucerino, che si dice fosse un tempo precipitato nella fonte del fiume Sarno, apparso poco dopo con le corna, sparito all'istante e annoverato tra gli dèi. La notizia di Svetonio circa tale mitologico Epidio fornisce una notizia indiretta circa la divinità rappresentata sulle monete di Nuvkrinum Alafaternum. Il verso dei conii nucerini mostra un maschio adulto caratterizzato da corna di caprone.
(Gaio Svetonio Tranquillo, De Grammaticis, 28)

### Epoca neroniana
Nuove assegnazioni del territorio ai veterani avvengono sotto Nerone, quando, nel 54, viene dedotta una nuova colonia. Tacito racconta che ad ogni membro della popolazione della città furono dati 400 sesterzi, e quaranta milioni furono versati all'erario della città.
Si trattò di un duro colpo per la vicina Pompei, la quale dovette probabilmente perdere parte del suo territorio agricolo in favore della nuova colonia.

### La rissa nell'anfiteatro di Pompei

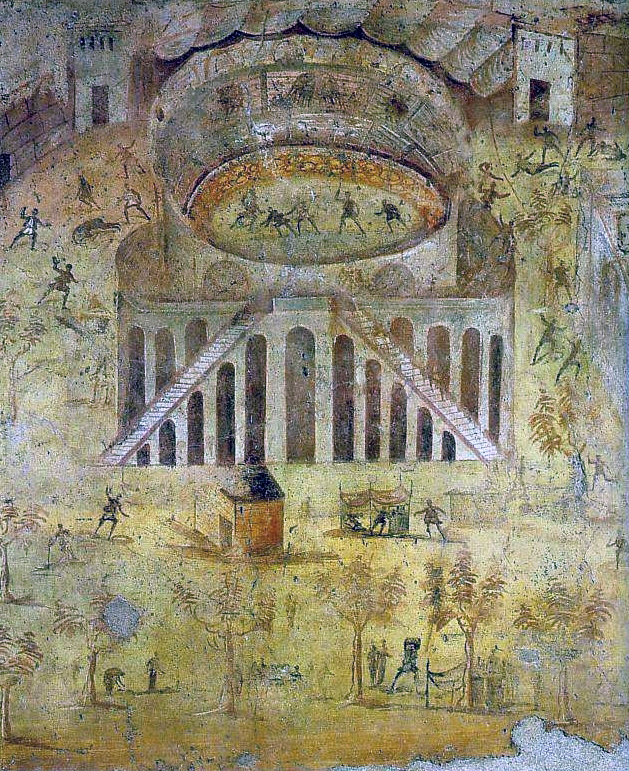
L'affresco pompeiano con la raffigurazione della rissa con i nucerini

La circostanza dovette essere uno dei motivi scatenanti della famosa rissa avvenuta all'anfiteatro di Pompei del 59 d.C.
L'avvenimento oltre ad essere stato immortalato in un affresco pompeiano conservato al Museo archeologico nazionale di Napoli (dove, tra l'altro è presente la statua equestre di un altro illustre nucerino, il senatore e governatore di Creta Marco Nonio Balbo, benefattore della città di Ercolano), è ricordato da Tacito.
(Tacito, Annales liber XIV, 17)
La vicenda finì sotto il giudizio di Nerone e del Senato. L'anfiteatro di Pompei fu interdetto per dieci anni alle "pubbliche riunioni".
Tuttavia il divieto fu abbassato a due anni probabilmente per l'intervento di Poppea, la quale pare possedesse una villa da quelle parti (le è stata attribuita quella rinvenuta ad Oplontis, tra Pompei ed Ercolano).

### L'Imperatore Aulo Vitellio Germanico

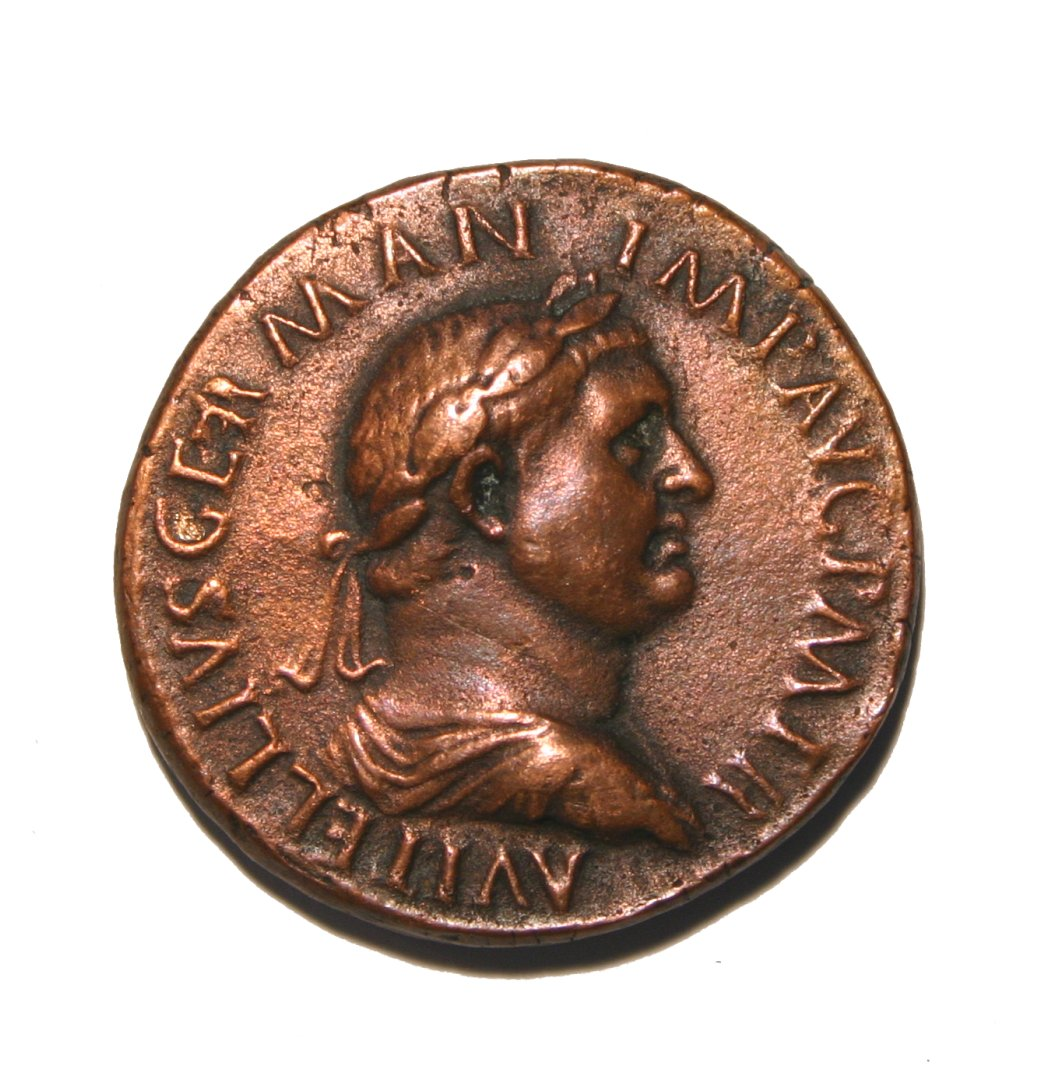
Aulo Vitellio Germanico, imperatore romano, raffigurato in una moneta del 69.

Di origini nucerine, se non proprio nato nella città, è l'Imperatore Aulo Vitellio Germanico.
Aulo fu figlio di Lucio Vitellio il Vecchio (console e censore sotto Claudio) e Sextilia.
Lucio Vitellio era figlio di Publius Vitellius, cavaliere romano e procuratore di Augusto, noto da iscrizioni e certamente di Nuceria.
Figli di Publio furono:
- Aulo Vitellio, consul suffectus nel luglio del 32.
- Quinto Vitellio, che fu estromesso dall'ordine senatoriale durante la "pulizia" operata da Tiberio.
- Publio Vitellio il Giovane, che accusò Gneo Pisone quale autore dell'avvelenamento di Germanico e complottò con Seiano).
- Lucio Vitellio il Vecchio, il suo figlio più giovane. Divenne governatore della Siria e fu padre dell'imperatore Aulo Vitellio.

L'imperatore Aulo Vitellio Germanico, cresciuto a Capri sotto Tiberio, fu il terzo a salire sul trono durante l'anno detto dei quattro imperatori.

### L'eruzione del 79
Nuceria fu interessata certamente dal catastrofico terremoto testimoniato a Pompei nel 62 d.C.
Tuttavia l'eruzione del 79 dovette provocare in città più che altro panico, e non furono i suoi effetti immediati a dare dei problemi, ma i suoi effetti a lungo termine, come l'impoverimento della fertilità proverbiale dei suoi suoli e la scomparsa del vicino porto.

### La diocesi
La religione cristiana dovette attecchire presto in città, che conta anche due martiri: i santi Felice e Costanza.
Secondo alcuni la prima comunità cristiana nucerina risalirebbe allo sbarco di Paolo a Pozzuoli, quando un certo Prisco, che sarebbe poi divenuto Santo, si sarebbe diretto verso sud per diffondere l'evangelo, la "buona novella". Le fonti ricordano due santi con tale per la città di Nuceria: Prisco martire (I secolo) e Prisco di Nocera, vescovo vissuto probabilmente nel III secolo. La storiografia spesso li confonde, fondendone leggende e miracoli. Secondo alcune ricostruzioni il primo Prisco sarebbe stato uno dei settantadue discepoli di Gesù e la sua casa a Gerusalemme avrebbe ospitato la famosa ultima cena di Cristo.
Tra i miracoli attribuiti al santo vescovo del III secolo, vi sarebbe quello di aver trasportato a Nocera da Roma una fontana donatagli dal papa (fontana che si conserva ancora nel piazzale della cattedrale).
Che un Prisco sia stato il primo vescovo della città è certo, ma è più probabile che si sia trattato di un pastore del III-IV secolo (ricordato da San Paolino da Nola), epoca alla quale è più plausibile che risalga la diocesi. Le reliquie di tale santo sono custodite nella Basilica Cattedrale a lui dedicata, nel quartiere Vescovado di Nocera Inferiore.
La comunità cristiana nucerina dovette essere subito forte come testimonia una curiosa scoperta del Bonucci a Portaromana: degli idoli pagani cautamente nascosti sotto il pavimento di un edificio di età imperiale. Erano gli adepti dell'antica religione ad aver paura dei cristiani.
Nel 498 viene esiliato a Nocera l'antipapa Lorenzo. Eletto papa insieme a Simmaco, perde la carica dopo un clima da guerra civile. A Nocera ricopre, quindi, la carica di Vescovo.
Fino al 1260 la sede vescovile fu presso il Battistero paleocristiano di Santa Maria Maggiore (ora nel territorio di Nocera Superiore). La sede vescovile fu poi soppressa e ripristinata dopo oltre un secolo, nel 1386, da papa Urbano VI. Da quella data la sede vescovile è l'attuale Vescovado.
Il Martirologio Romano propone come data del martirio del primo Prisco il 16 settembre dell'anno 68; la celebrazione di san Prisco vescovo (patrono della città di Nocera Inferiore), avviene il 9 maggio.

## Epoca medioevale
Dopo la caduta dell'impero romano la città finì in mano bizantina. Dovette trattarsi di un periodo di lenta ripresa per la città, come testimonia la costruzione, nel VI secolo d.C., dello splendido battistero paleocristiano di Nocera Superiore.
Per esso, tuttavia, furono impiegati materiali di spoglio dell'antica città: furono recuperate le meravigliose colonne marmoree che adornavano templi come quello di Nettuno (lo si è stabilito dai delfini che ne abbellivano i capitelli), ma questa era una pratica comune per l'epoca.
Forse l'intenzione iniziale era quella di costruire anche una chiesa, ma questa non dovette mai essere portata a termine. Lo testimonia il fatto che il battistero rimase come sede del vescovo molto a lungo, praticamente fino a quando non fu realizzata, secoli dopo, l'attuale cattedrale di San Prisco. Per quanto riguarda l'epoca gotica non ci sono molte testimonianze, ma queste si fanno più consistenti dopo l'arrivo dei longobardi.
Il sempre ambito territorio continuava ad esercitare il suo fascino e i duchi longobardi se lo dovettero contendere molto. Numerosi folii testimoniano le transazioni commerciali che avvenivano sotto il patronato dei notai nella divisione delle fertili terre.

### La Guerra Gotica
L'agro Nocerino fu scenario conclusivo della terza Guerra Gotica. La Battaglia dei Monti Lattari combattuta nell'ottobre 553, vide la vittoria delle truppe di Narsete contro l'esercito goto comandato da Teia (successore di Totila). Teia fu l'ultimo re dei Goti.
(Procopio di Cesarea, Bellum Gothicum IV, 35)

### Il declino dell'antica città
Le mura perdono la loro funzione difensiva (nella frazione Pareti le mura della fortificazione vengono inglobate edifici rurali, come testimoniano i resti di un forno rustico). Il castellum betere di Nuceria comincia a spopolarsi.
Le popolazioni dell'epoca cercano luoghi più sicuri. Alcuni scappano verso la Costiera Amalfitana (rimpinguando i nuclei abitati di Amalfi, Maiori e Positano), altri si rifugiano attorno alla Collina del Parco, in un posto ben difeso, dando vita al primo nucleo della futura Nocera Inferiore.
Durante l'VIII secolo la città, seppur frammentata, conserva parte del territorio da lei governato in epoca romana, il governatorato bizantino prova comunque a dare un minimo impulso al centro.
Nel 601 Nuceria cadde sotto l'assedio di Arechi I di Benevento passando in mano longobarda.

### La Contea di Nocera
Il territorio comprendeva Marciano, Balentino, Bracigliano, Siano e Scafati.
Passato sotto il controllo longobardo, gli stessi fecero di Nocera centro di un Actus o Comitatus, mettendo la città al centro della prima contea longobarda del circondario, ancor prima del gastaldato di Rota, sorto ad inizio VIII secolo.
In epoca tardo antica e altomedievale, dunque la Contea di Nocera si estendeva per quasi tutta l'area dell'attuale Agro nocerino-sarnese, da Angri fino a Siano, passando per Roccapiemonte e Castel San Giorgio.
La città, seppur ridotta di dimensioni rispetto alla fase romana, amministra un ampio territorio, conservando la giurisdizione su aree che in passato furono già sue. 
È annoverato tra i conti di Nocera Dauferio Balbo, personaggio chiave nella scissione dei principati di Salerno e Benevento, nonché padre del quinto principe di Salerno, Guaiferio. Dai Conti discende la famiglia di Nocera. 
In età longobarda Sarno divenne sede di un gastaldato (o contea) autonomo nel 907, sottraendo a Nocera parte del territorio.
Gli altri comuni continuarono a gravitare intorno a Nuceria fino all'IX-XII secolo.
Lo sviluppo successivo dei piccoli borghi di Angri, Siano, Roccapiemonte e Castel San Giorgio permise a queste realtà di staccarsi.

### La rinascita
Intorno al X secolo, per opera dei monasteri di San Massimo e Santa Sofia di Salerno, fu avviata un'ampia opera di bonifica dei territori incolti dell'Agro Nocerino.
Per difendere queste colture dalle incursioni saracene, intorno al 984 nasce la firmitas nova nucerina (toponimo usato per differenziarla dalla cibitate antica que fuit nucerina o dal castellum betere) , che si sviluppa come castello sulla cima della collina di Sant'Andrea, nel territorio dell'attuale Nocera Inferiore.
Il sistema difensivo è completato dalla nascita di strutture difensive a Pucciano (Nocera Superiore) e Lanzara, (Castel San Giorgio), prima e la Rocca Apudmontem a Roccapiemonte poi (1042).
La città di Nuceria rinasce intorno al nucleo difensivo della collina di Sant'Andrea. Unicum fuori dalle mura è rappresentato dal fiorente borgo di Floccanum, il quale inizia a svilupparsi intorno alla fine del X secolo lungo la via Stabiana ai piedi del monte Albino.

### I Normanni
Le truppe di Riccardo il Guiscardo, cognato di Roberto il Guiscardo, cingono d'assedio il castello di Nocera e il territorio passa in mano normanna.
Con la venuta in italia dei normanni, Nocera riacquistò parte della sua importanza, divenendo dominio della famiglia Drengot Quarrel la quale aveva ottenuto il principato di Capua. A testimonianza di ciò, ci sono diversi documenti riguardo Giordano II di Capua, il quale più volte, prima della salita a principe, rimarcò il suo possesso del territorio. Nel 1114 organizzò proprio in Nocera un incontro tra i maggiori feudatari normanni per sedare alcune azioni ostili contro l'abbazia di Cava, sotto la sua protezione.. Nocera divenne in poco tempo la città maggiormente fortificata del principato, insieme alla stessa Capua.

### LacivitasNuceria
La civitas Nuceria era chiusa per un lato dalla collina e per tre lati da un fiume (la Solofrana o Saltera) e cinta da tre sistemi murari. Le mura seguivano approssimativamente questo percorso: partendo da Largo San Biagio (dove era una porta) correvano fino all'area del Mercato (dove era posizionata un'altra porta), passando alle spalle della Chiesa di Sant'Antonio, e qui si raccordavano ai due tratti di mura che salendo lungo i pendii della collina, si congiungevano con il recinto del castello.
All'incirca al 1080 risale anche uno splendido esempio di insediamento rupestre di età medievale: la chiesa di Sant'Angelo in Grotta.
Il nucleo abitativo si è allargato e comprende le attuali Pagani, formato dalla baronia di Cortimpiano (attualmente Casa Marrazzo), e Sant'Egidio del Monte Albino (Corbara si svilupperà in seguito).
La città fu attaccata e rasa al suolo nel 1137 dalle truppe di Ruggero II di Sicilia.
Venne dai normanni ingrandito il Castello del Parco, con la realizzazione della torre normanna, e molti conventi sorgono alle pendici della collina di Sant'Andrea.
In quest'epoca feudo dei Filangieri e dei Pagano.

### La battaglia di Nocera
Da sempre scenario strategico, l'agro fu scenario, nel 1112, di una delle maggiori battaglie di Ruggero II di Sicilia e una delle sue due maggiori sconfitte, insieme a quella nella Battaglia di Rignano, entrambe subite per mano del Conte Rainulfo III di Alife.

### I feudi
Intorno all'XI secolo il Principato longobardo di Salerno, provvede a dividere il territorio di Nocera, dandolo in concessione alle famiglie Filangieri e Pagano, sancendo la nascita nell'Agro dei primi feudi.
Il sistema difensivo locale si amplia ad ovest guardando verso la piana. Nasce Cortinpiano, una corte fortificata nel territorio della futura Pagani.
La città propriamente detta comprendeva, in quest'epoca, vari casali, tra cui i più popolosi e importanti erano il Borgo, posto alle pendici della collina del Parco, San Matteo (con la chiesa del X secolo, più volte restaurata), lungo la direttrice viaria antica Nocera-Pompei (l'attuale corso Vittorio Emanuele, principale strada cittadina nell'Ottocento, dove sono stati rinvenuti resti della via e di un tempio di età romana) e il Vescovado, sede della cattedra vescovile, ai piedi del Monte Albino.

### Nocera dei Cristiani
Nel corso del XIII secolo la città è nota nei codici dell'Abbazia di Cava col nome di Nuceria Christianorum o Kristianorum.
Tale appellativo servì per distinguerla dalla Nuceria, civitas Saracenorum de Apulia citata da Salimbene de Adam, nella sua Chronica, attuale città di Lucera, presso la quale Federico II instaurò una colonia saracena.

### Età sveva
In età sveva il signore di Nocera parteggiava per il conte Tancredi di Sicilia, il castello dopo esser stato preso nel 1195 dalle truppe di Enrico VI di Svevia guidate da Diepold di Schweinspeunt (che verrà ricordato come Nucerinus aper), passa quindi in mano sveva.
Fu poi affidato ad Ottone di Barchister, che lo resse col titolo di Rector Nuceriae, quindi ritornò ai Filangieri, con Riccardo, falconiere reale di Federico II, che con la sua famiglia eresse la torre. Gli stessi Filangieri fecero erigere nel 1256 il convento francescano di Sant'Antonio.

### Epoca angioina e la nascita dei borghi
Nella seconda metà del XIII secolo la città, passata al controllo angioino, si espande e si sviluppano i nuclei dei borghi che formeranno Nocera dei Pagani nei secoli successivi.
Inoltre il sovrano Carlo I d'Angiò trascorreva spesso il suo tempo a Nocera, tanto da far ingrandire ulteriormente il Castello del Parco, rendendolo una vera e propria residenza, nella nuova struttura fu tenuta prigioniera fino alla sua morte anche Elena Ducas vedova di Manfredi di Sicilia, Lo stesso re elargì poi diversi tributi e fondi al santuario di Materdomini, dove fece seppellire suo figlio Roberto, morto infante, e per un breve periodo anche la sua prima moglie Beatrice di Provenza. Con la venuta degli angioini, il castello di Nocera divenne residenza degli eredi al trono del regno e poi successivamente delle consorti reali. Nel 1282 il consigliere personale di Carlo II di Napoli il vescovo nocerino Pietro, fece erigere ai piedi della collina del Parco, il Monastero di Sant'Anna.

### Il Castello del Parco

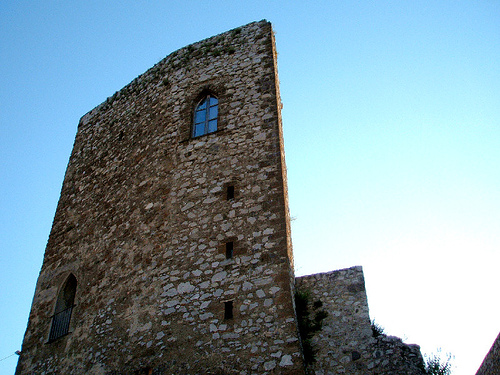
La torre normanna del castello del parco.

Nel castello del Parco (oggi palazzo Fienga) si registrarono alcune presenze importanti.
Furono, infatti, ospiti del maniero nocerino Dante e Boccaccio.
Nel 1385 vi fu imprigionato, dalle truppe di Carlo III di Napoli, papa Urbano VI e vi nacque San Ludovico d'Angiò.
Vi fu imprigionata la regina Giovanna I di Napoli.
La costruzione che si vede attualmente è il palazzo che vi fecero costruire i Fienga. Del maniero antico restano gli imponenti ruderi e l'edificio pentagonale della torre Normanna.

#### Papa Urbano VI rinchiuso nel Castello

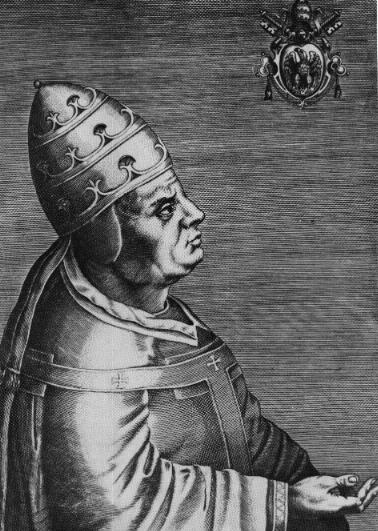
Papa Urbano VI fu asseduato presso il castello del Parco nel 1385

Le vicende che portarono Urbano VI nel castello del Parco ebbero inizio qualche anno prima.
L'elezione, da parte di cardinali francesi, del napoletano Bartolomeo Prignano scontentò i cittadini romani (nonostante avessero chiesto a gran voce l'elezione di un papa italiano).
Così una parte dei cardinali ne approfittò per dichiarare deposto un papa dal pessimo carattere, eleggendo un antipapa francese, Clemente VII, che pose la sua sede ad Avignone, essendo Urbano rimasto padrone di Roma.
Ciò fu l'incipit dello Scisma d'Occidente (che si prolungò fino al 1416, cioè al Concilio di Costanza).
Poiché la regina di Napoli Giovanna I si era dichiarata in favore dell'antipapa, Urbano la depose consacrando re al suo posto Carlo di Durazzo rampollo di un altro ramo della famiglia angioina.
Carlo riuscì a prevalere su Giovanna e a impadronirsi del regno con un esercito assoldato grazie a un fortissimo aiuto finanziario del papa. In cambio riconobbe l'appartenenza a Francesco Prignano, nipote del papa, di una serie di feudi, tra cui il principato di Capua, il ducato di Amalfi e Nocera.
Ma, nonostante i buoni auspici i rapporti tra pontefice e re si incrinarono subito. Il nipote del papa si rivelò poco affidabile e Urbano fu costretto a recarsi a Napoli per cercare di sanare la situazione.
Le tensioni aumentarono e il papa fu costretto a riparare, il 26 maggio del 1384, nel castello di Nocera, mentre il suo seguito trovò riparo nel borgo fortificato di Cortinpiano.

##### La congiura dei Cardinali
Furono gli stessi cardinali, allora, che pensarono di deporlo.
Fu con loro il giurista Bartolino da Piacenza che affermò che era giusto porre sotto la tutela di uno o più cardinalidi un papa capriccioso e ostinato che metteva in pericolo la Chiesa Universale.
I cardinali passarono all'azione approntando un piano ben organizzato: avrebbero attirato il papa nel convento di San Francesco, ai piedi della collina, per processarlo, dichiararlo eretico e condannarlo al rogo, procedendo subito all'esecuzione. Il giorno fissato era il 13 gennaio 1385, ma il papa fu avvertito dal cardinale Orsini e quando i congiurati giunsero al castello, furono arrestati e torturati, e quindi deposti e sostituiti.
Il papa seppe sfruttare l'episodio a proprio favore scomunicando i congiurati, il re, l'antipapa ed i loro seguaci.
Portò il popolo dalla sua parte, che si diede al saccheggio e all'assassinio di tutti i presunti nemici del papa.
La rivolta durò pochi giorni.
Arrivarono, infatti, a Nocera le truppe regie guidate dal condottiero Alberico da Barbiano, e il 3 febbraio occuparono la città e posero l'assedio al castello.

##### L'assedio

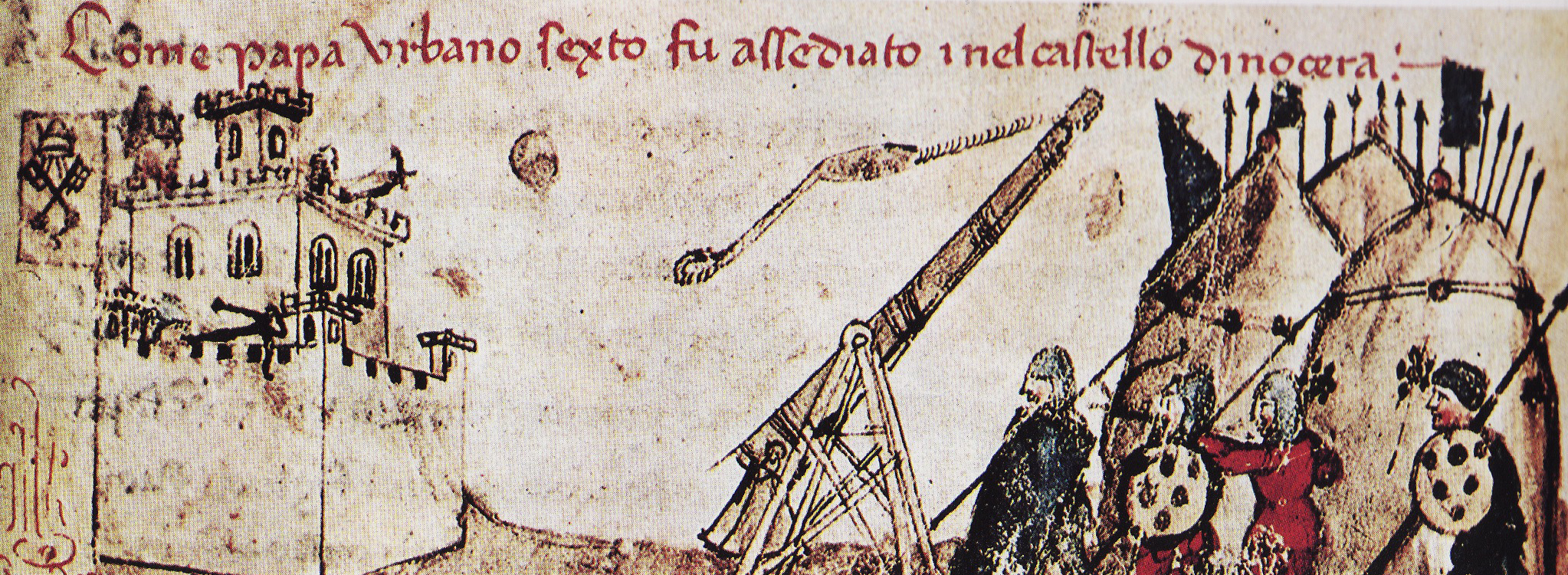
Urbano VI assediato da Carlo III nel castello di Nocera, dalle Croniche di Giovanni Sercambi

L'assedio durò oltre sette mesi, e il papa rifiutò qualunque proposta di accordo, sperando nell'aiuto promessogli dai genovesi e dal conte di Nola, Ramondello Orsino, originario di Nocera e capo del partito avverso al re Carlo.
Questi riuscì a portare nel castello un certo numero di uomini d'arme che rafforzarono la resistenza.
Il papa approfittò della cattività per maltrattare e torturare i cardinali prigionieri.
Carlo fu costretto a porre una taglia di 10.000 fiorini sulla testa del papa, mentre il suo avversario quotidianamente affacciandosi alle finestre del castello lanciava scomuniche sugli assedianti e invitava i buoni cristiani nocerini a combattere per lui e per la chiesa. Alla fine però i nemici riuscirono a superare la prima e la seconda cerchia di mura della collina e a penetrare nella rocca, dove solo il nucleo centrale della fortificazione resisteva ancora.
Quando ormai era chiusa ogni via di scampo, sopraggiunsero in aiuto le truppe dell'Orsini, che ruppero l'assedio e portarono in salvo il papa con la sua corte, il tesoro e i cardinali prigionieri. La fuga si concluse alla marina di Paestum, dove il papa si imbarcò su navi genovesi, pagando il loro aiuto con tutto il suo tesoro. Dopo aver toccato la Sicilia, il papa si diresse a Genova e durante il viaggio fece eliminare i cardinali prigionieri.
Rientrato a Roma nel 1388 vi morì l'anno dopo.

##### I resoconti della vicenda
Di tutte le vicende del periodo abbiamo il resoconto di prima mano di un testimone, il segretario di Urbano VI, Teodorico di Nieheim, tedesco, che ha scritto la storia dello Scisma. In essa trova posto anche una suggestiva descrizione della valle nocerina com'era a quei tempi.
Una rievocazione romanzata dell'assedio è poi contenuta in un romanzo storico dell'‘800, Ramondello Orsino, una storia napoletana del ‘300, dello scrittore nocerino Andrea Calenda di Tavani.

### La ricostituzione della diocesi
Col soggiorno di Urbano a Nocera coincide la ricostituzione della diocesi nocerina. Scomparsa da alcuni decenni, essa faceva parte dell'arcidiocesi salernitana. Urbano la rese nuovamente autonoma anche se con un territorio limitato alla sola Nocera, con il suo casale di Angri.
Primo vescovo della nuova Diocesi fu frate Francesco da Nocera, guardiano del convento dei francescani di San Francesco. A lui come sede episcopale fu assegnata l'antica abbazia benedettina di San Prisco, che conservava le reliquie del primo santo vescovo nocerino e che è rimasta da allora la Cattedrale della Diocesi. Restò invece all'arcivescovo di Salerno la vecchia chiesa madre del territorio, cioè Santa Maria Maggiore, che passò alla diocesi nocerina solo nel 1627.

## Epoca rinascimentale

### Nocera dei Pagani
(Giovan Battista Pacichelli, Il Regno di Napoli in prospettiva)

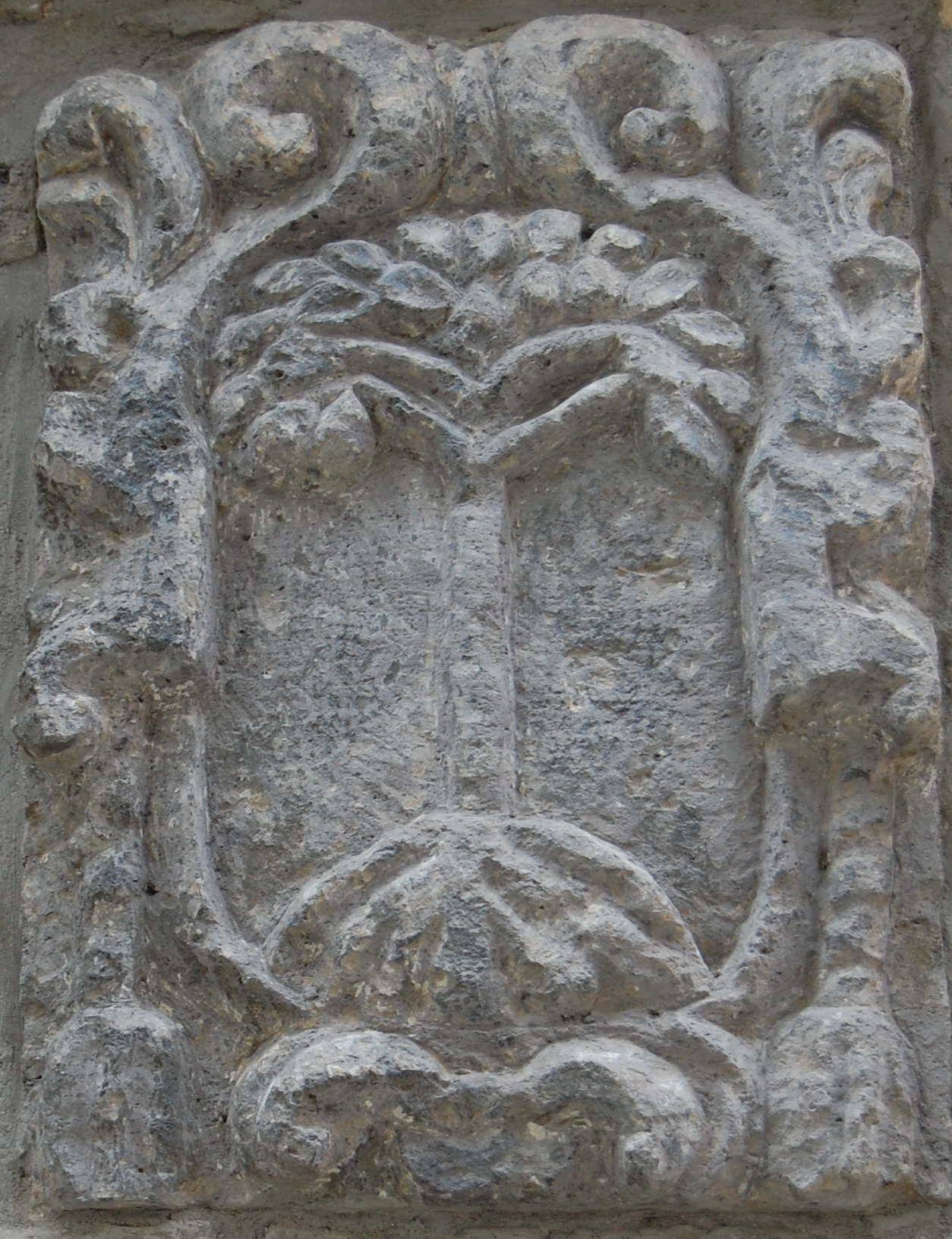
Stemma di Nocera dei Pagani.

A partire dal XIV secolo la città cambia nuovamente nome e acquista la dicitura Nuceria Paganorum o Nocera dei Pagani. Il termine si riferisce alla famiglia Pagano, che era la più importante della zona del tempo.
L'esistenza nel Regno di Napoli di un'altra Nocera in Calabria (Nocera Terinese, CS) aveva reso necessario una differenziazione dei due comuni.
Sotto il regno di Ladislao di Napoli il feudo di Nocera fu spartito tra i Latro, i Rinaldi, i Pagano e gli Ungaro, questo periodo fu segnato da alcune lotte tra queste famiglie per la supremazia nel territorio. Il castello invece rimase invece nel regio demanio, dunque la città ritorna ad essere amministrata da un feudatario non legato alla linea dinastica reale, così come accadeva ininterrottamente dall'insediamento della dinastia angioina.
A metà '400 la città passò prima ai Tomacelli e poi interamente agli Zurlo, nel 1442 nel mezzo della guerra di successione dinastica per il trono napoletano, Alfonso V d'Aragona assedia e prende il castello, tuttavia intorno al 1450 Nocera risultava essere nuovamente proprietà del Conte Francesco I Zurlo (nipote di Bernardo, già conte di Nocera e signore di Angri), per concessione del re di Napoli Alfonso I. Gli Zurolo tennero Nocera fino al 1495, quando, dopo il tradimento del conte Francesco II, la città intera ritornò nel regio demanio, almeno fino al 1521

#### Le università
Nocera Soprana
- Università di Nocera Corpo
- Università di Pucciano
- Università dei Tre Casali
- Università di San Matteo
- Università di Sperandei

Nocera sottana
- Università di Barbazzano
- Università di Pagani
- Università di Sant'Egidio
- Università di Corbara

#### Il ducato di Nocera
Nel ‘500, col titolo di duchi la tennero i Carafa, cui seguirono i Castel Rodrigo e i Pio di Savoia, fino l'abolizione del regime feudale nel 1806.
Tiberio Carafa acquistò la città nel 1521 per 50.000 ducati.
La dinastia da lui fondata tenne la città sino al 1648. In quell'anno la città tornò per breve tempo nel Regio Demanio e la Corona.
Il 10 agosto 1656 il re di Spagna Filippo IV d'Asburgo creò per Francisco de Moura Corterrea il titolo nobiliare di duca di Nocera.
Nel 1660 passò a nuovi signori, i Castelrodrigo, che la terranno fino al 1707, ai quali seguiranno, fino al 1806, i Pio di Savoia.
Furono secoli, soprattutto al tempo del Vicereame spagnolo, assai difficili e funestati da guerre, pestilenze, eruzioni vesuviane, terremoti, alluvioni, a cui però gli abitanti seppero sempre reagire con grande vitalità.
Sconosciuto l'edificio che insisteva sull'altra grande collina cittadina San Pantaleone, noto dalle incisioni dell'epoca.
Duchi di Nocera
- I Carafa
  - I Tiberio Carafa, 1521 - † 1527
  - II Ferdinando I Carafa, 1527 - † 25 maggio 1558
  - III Alfonso Carafa 1558 - † 1581
  - IV Ferdinando II Carafa, 1581 - † 11 settembre 1593
  - V Francesco Maria Carafa, 1593 - † 16 luglio 1642
  - VI Francesco Maria Domenico Carafa, 1642 - † 1648
- I Castelrodrigo
  - VII Francisco de Moura 1660 - † 1675
  - VIII Eleonora de Moura 1675 - † 1707
  - IX Giovanna de Moura 1707 - 1707
- I Pio di Savoia
  - X Luigi Pio di Savoia 1709 - 1735
  - XI Giberto II Pio di Savoia 1735 - 1776
  - XII Isabella Pio di Savoia 1776 - † 1799

#### L'elezione deisindaci particolarie delsindaco universale

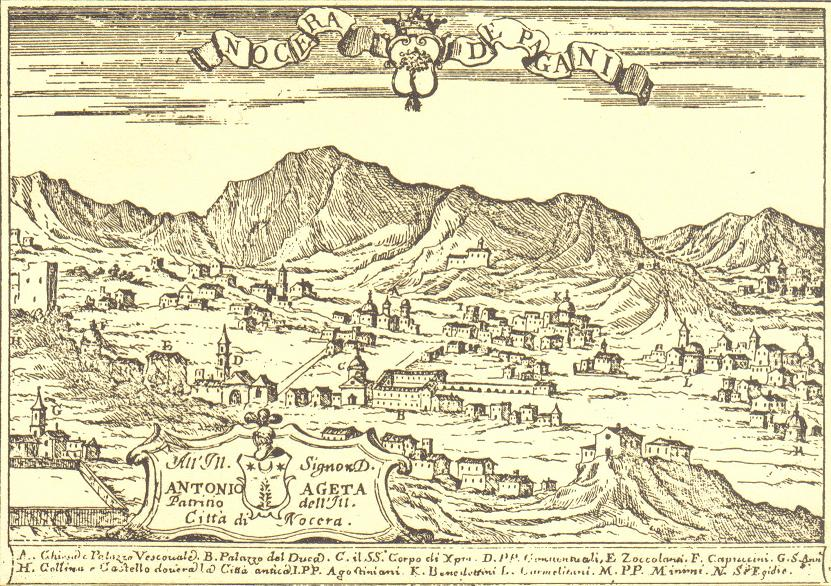
Nocera dei Pagani nel 1703

Il territorio cittadino della "nobilissima et illustrissima" città di Nocera, denominata "dei Pagani", era ben più ampio di quello attuale, comprendendo i comuni di: Corbara, Sant'Egidio del Monte Albino, Pagani, Nocera Inferiore e Superiore. L'estensione della città ne rendeva difficile il governo.
La situazione portò alla nascita di un sistema amministrativo comunale senza pari nel Regno delle Due Sicilie: ogni casale eleggeva i suoi "sindaci particolari", che avevano il dovere di eleggere il "sindaco universale" della città. L'elezione rappresentava una festa per il popolo.

#### Personaggi illustri legati alla città
Alla metà del XVI secolo Giovan Battista Castaldo, dopo aver partecipato al Sacco di Roma, porta in città un quadro di Raffaello: la Madonna d'Alba, che resterà a Nocera per alcuni anni, custodita presso la chiesa di Santa Maria dei Miracoli in Montalbino.
Cresce in questi anni a Nocera il poeta napoletano Jacopo Sannazaro.
La città vive un momento di splendore con i Carrafa, che all'inizio del ‘500, cominciarono a costruirsi in città un grandioso palazzo ducale, decorato da splendidi giardini. Accanto al palazzo fu realizzata la chiesa rinascimentale del Corpo di Cristo. Oggi questo palazzo è ricordato dagli anziani come "il gran quartiere" (la "caserma rossa").
Nel 1647, sull'onda lunga della rivolta di Masaniello a Napoli l'insediamento ducale fu distrutto. Persa la connotazione originaria il palazzo, per volere del re di Napoli Carlo III divenne, alla fine del ‘700, sede di uno dei più imponenti contingenti militari del regno.

##### Vescovi illustri: i Giovio

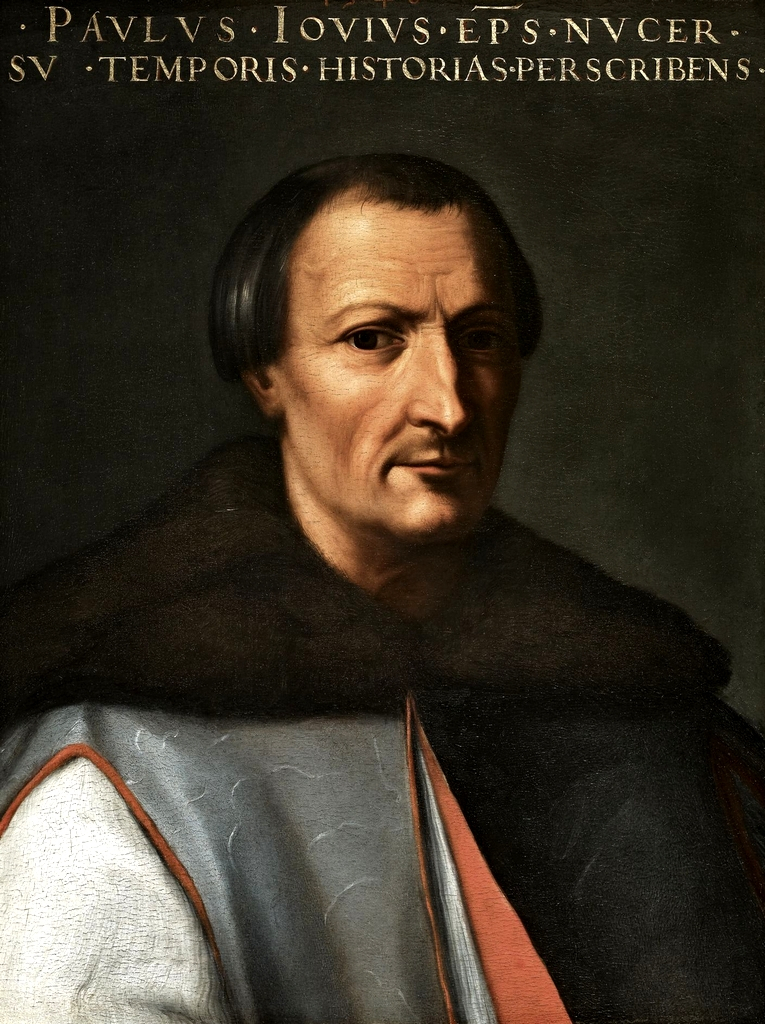
Ritratto di Paolo Giovio

In concomitanza con il ripristino della perduta diocesi cominciarono i lavori per la costruzione della nuova sede vescovile: la cattedrale di San Marco (meglio conosciuta come San Prisco) al Vescovado (che si vantò di possedere le reliquie del profeta biblico Giona.
Alla cattedra che fu di San Prisco si alternarono i fratelli comensi Benedetto Giovio e Paolo Giovio. Quest'ultimo si contraddistinse per la polemica col poeta maledetto Pietro Aretino. I due arrivarono a scambiarsi insulti sotto forma di epigrammi in rima:
di tutti disse mal fuorché dell'asino

scusandosi col dir egli è il mio prossimo.»
(Pietro Aretino, Lettere)
Cui il vescovo rispose:
di tutti disse mal fuorché di Cristo

scusandosi col dir non lo conosco.»
(Paolo Giovio, Lettere)

## Epoca moderna

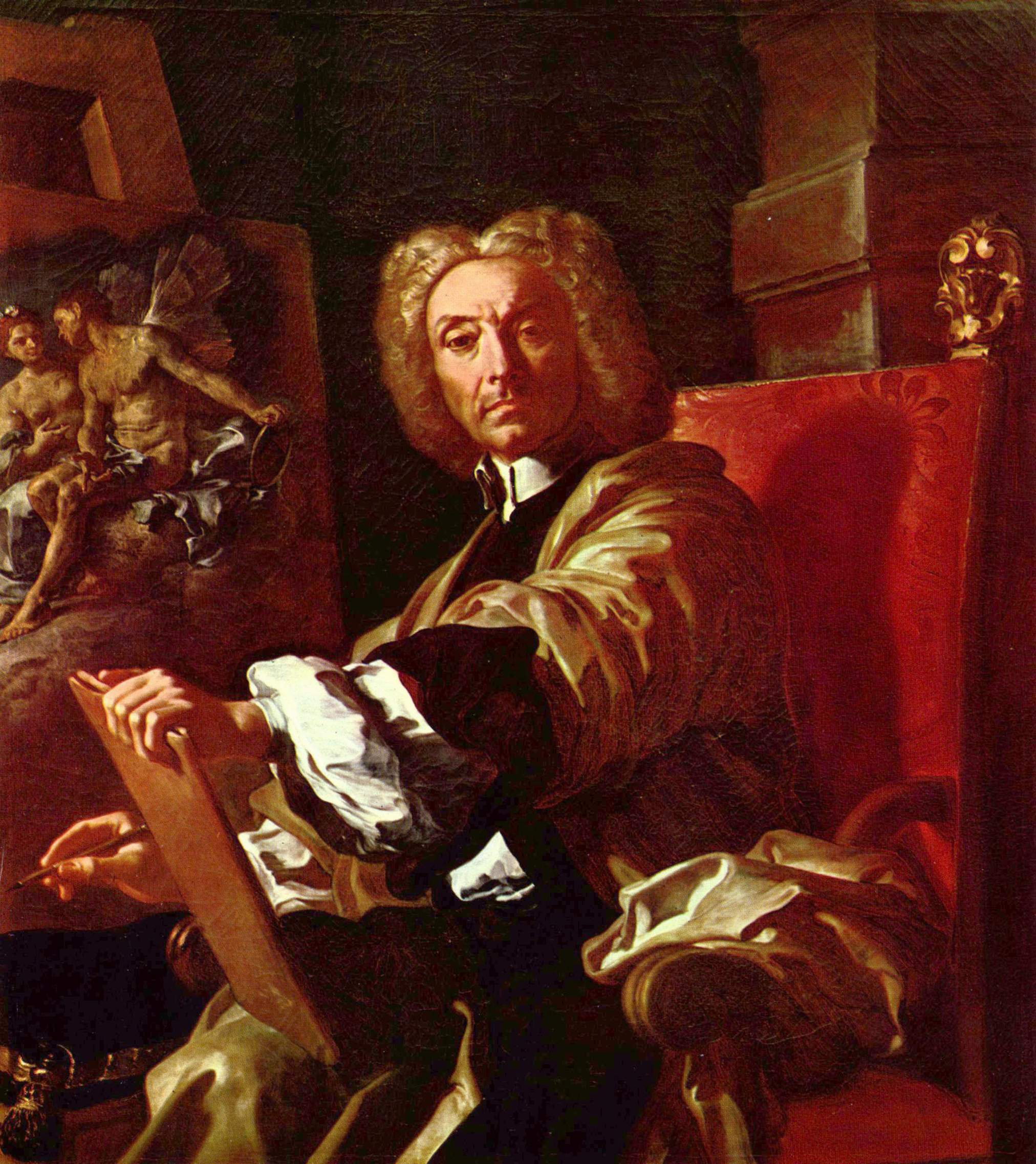
Autoritratto di Francesco Solimena

### Il secolo dei Solimena

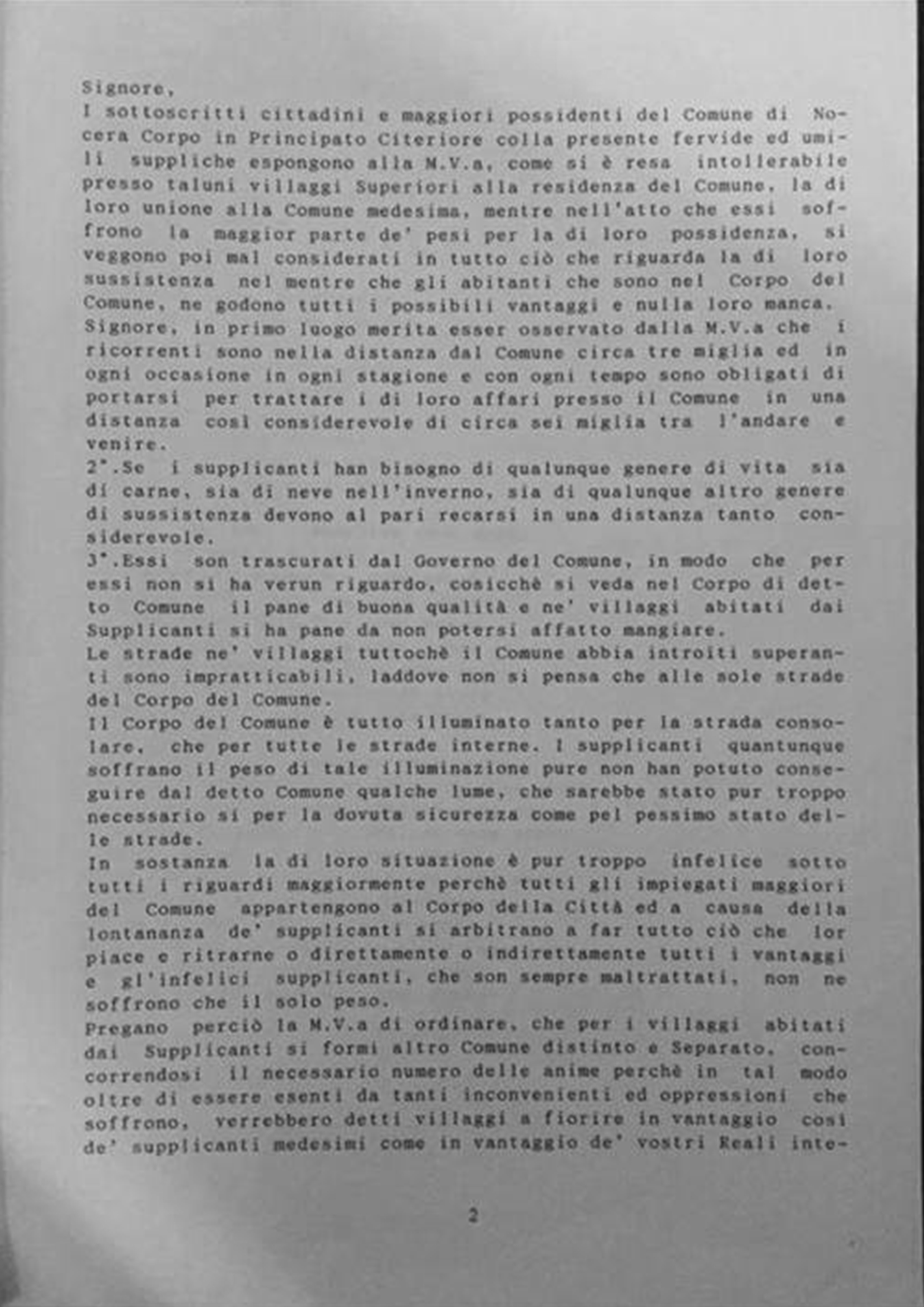
Lettera dei Supplicanti di Nocera San Matteo per la divisione da Nocera Corpo

La città conserva un numero straordinario di opere della rinomata (soprattutto all'estero) famiglia di pittori del XVII-XVIII secolo.
Angelo Solimena, Francesco Solimena e Orazio Solimena, hanno vissuto ed operato in città, in Italia ed all'estero.
Questa straordinaria famiglia di artisti si è contraddistinta non solo nel campo della pittura, ma anche in quello dell'architettura. È di Francesco Solimena il disegno dello splendido campanile del Vescovado, che fa anche da arco d'ingresso alla piazza della cattedrale.
Importanti lavori si trovano nelle chiese di Sant'Anna, San Matteo e nella Cattedrale (dov'è raffigurato il Paradiso nella volta di una delle cupole).
In questo secolo è tutto il quartiere del Vescovado che subisce un'intensa opera di riqualificazione urbana, con la realizzazione del palazzo vescovile, il palazzo De Francesco ed il seminario.

### Da una città cinque comuni
Nel 1806, la riforma amministrativa di Giuseppe Bonaparte spezzò per sempre l'unità del territorio, e da Nocera dei Pagani nacquero i Comuni di Nocera San Matteo, Nocera Corpo, Pagani, Sant'Egidio del Monte Albino e Corbara.
Le due Nocera si riunirono nel 1834, poi si scissero nuovamente, nel 1851, in Nocera Inferiore e Nocera Superiore.